# Schild (Schutzwaffe)
Der Schild (Plural: Schilde) ist eine von einem Kämpfer getragene Schutzwaffe. Er ist eine aus Flechtwerk, Holz, Leder oder anderem Material bestehende, häufig leicht gewölbte Platte. Sie dient zur Abwehr von Nahkampfwaffen und Geschossen eines Angreifers.

## Wortherkunft
„Schild“, als Maskulinum auf den Artikel der, leitet sich von dem altgermanischen scilt, auch althochdeutsch scilt „Abgespaltenes“ (vgl. Schindel) her. Im 12. Jahrhundert ging das Wort dann über die Schildfarben auf den Wappenschild über. Erst im Mittelhochdeutschen findet sich ein Neutrum das Schild (Plural Schilder), „Zeichen“.
In der Umgangssprache wird im Wortumfeld von der Schild fälschlich häufig der sächliche Artikel, etwa „das Hitzeschild“, „das Schutzschild“, verwendet. Als Faustregel zur korrekten Verwendung des Genus kann man sich merken, dass ausschließlich das im strengen Sinne Informationen übermittelnde Schild sächlich ist. Bei verwandten Begriffen, insbesondere auch beim Informationen übermittelnden Wappenschild, heißt es der Schild.

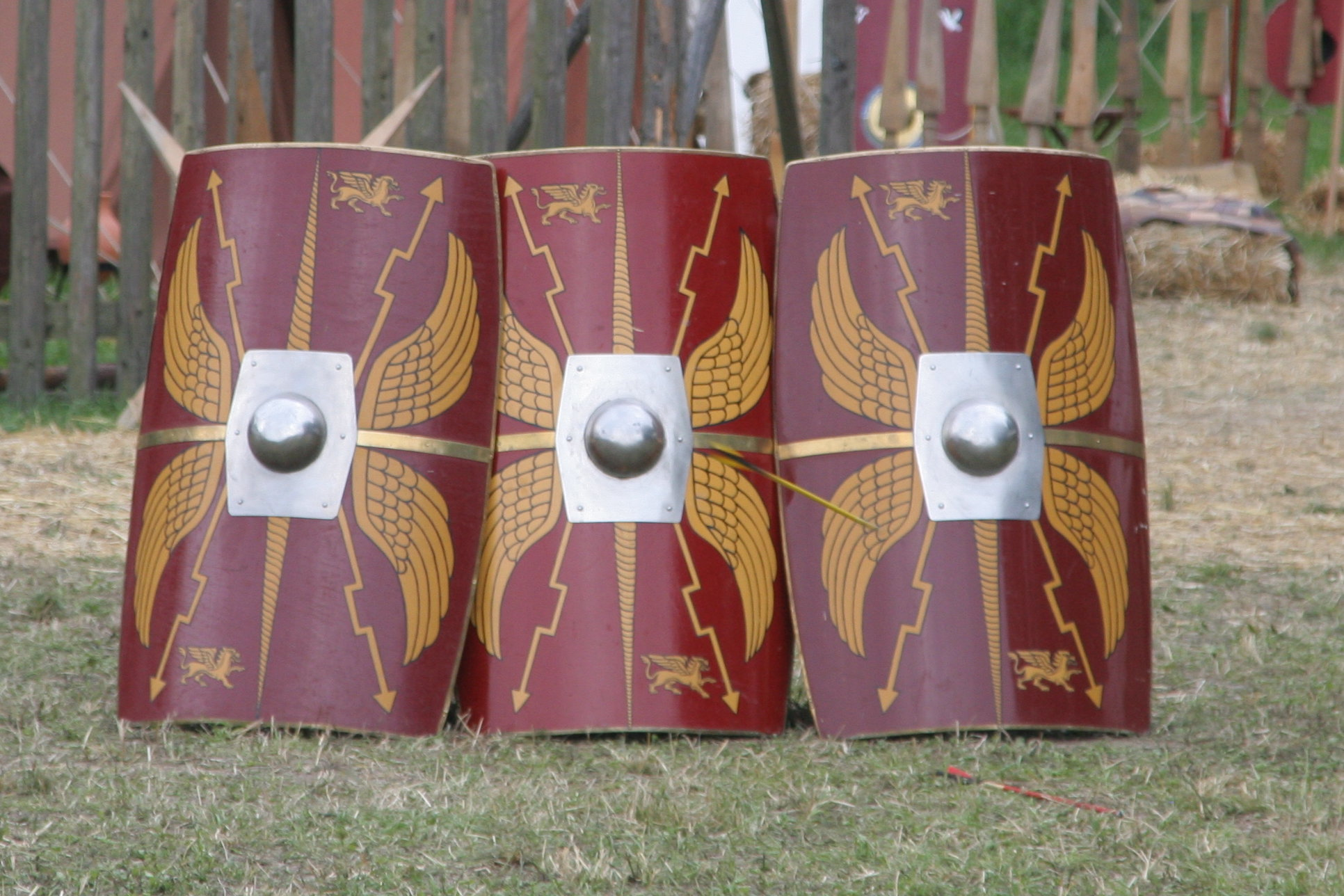
Rekonstruierte römische Schilde (Scuta, „Langschilde“) um 70 n. Chr

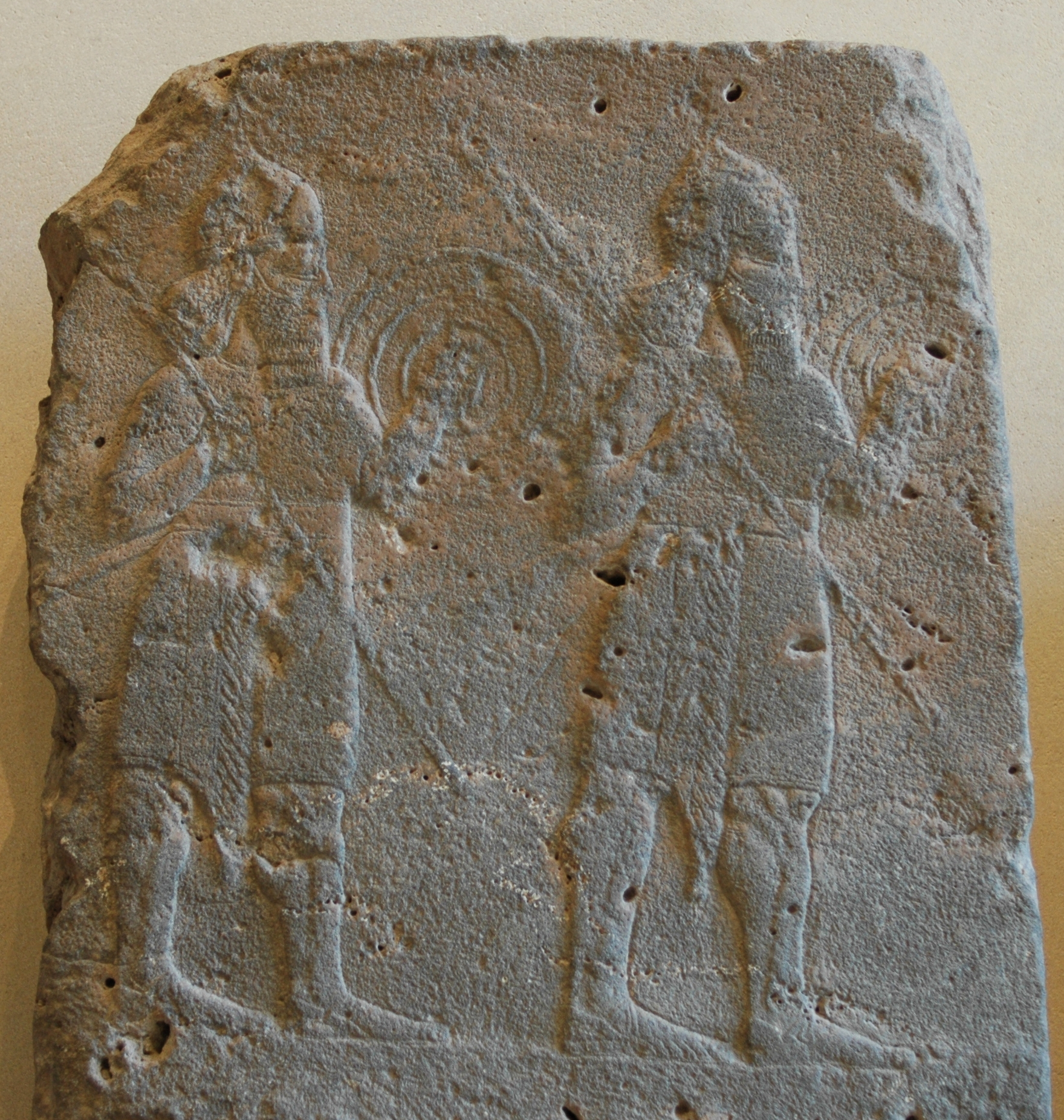
Assyrische Krieger mit Rundschilden, 8. Jahrhundert v. Chr., Louvre, Paris

Das Wort hat Eingang in den germanischstämmigen Namensschatz gefunden und wurde zum Namensgeber der dänischen Wikingerkönige der Dynastie der Scylfings, die man auch Skioldinger nennt. Sie leiten sich von Scylt ab und regierten Dänemark zwischen 700 und 950. Vermutlich wollten sich die Wikinger mit dieser Namensgebung der dänischen Dynastie als Beschützer darstellen. Die Könige dieser Dynastie sind jedoch nicht nachweisbar, sie gelten daher als Sagenkönige, da sie im Beowulf und anderen Wikingersagas erwähnt werden.
Daneben gibt es verschiedene Ortsbezeichnungen wie Schildau, Schilda usw. Berüchtigt sind jedoch für ihre Streiche die Schildbürger. Leider ist nicht bekannt, wer sie eigentlich waren oder ob es sie tatsächlich gegeben hat, aber sie sorgen seit Jahrhunderten für Heiterkeit.
Vornamen in dieser Bedeutung lauten auf das recht seltene -rand „Schild“ (Wolfrand).

## Geschichte
Schilde gehören zu den ältesten Schutzgegenständen der Kriegsgeschichte. Schon die Armeen der Pharaonen und Sumerer waren mit Schilden bewaffnet, bei denen Leder über einen Holzrahmen gezogen war. Die ersten Schilde waren stoffbespannte Weidengeflechte. Später wurden der Stoff durch Rohhaut oder Leder und die Flechtwerke durch Holz ersetzt. In der weiteren Entwicklung erhielten die Holzschilde Metall-Verstärkungen mittels eines Randes und Buckels. Schließlich wurden sie komplett aus Metall gefertigt (Bronzeschild vom Lough Gur, Bronzeschilde von Herzsprung). Schilde dienten auch als Zeremonialgegenstände.
Geführt werden Schilde entweder an einem zentralen Griff, der hinter dem Schildbuckel liegt (in der Regel bei Rundschilden), oder an Lederschlaufen für Unterarm und Hand (andere Schildformen wie z. B. Dreiecksschild). Zusätzlich hilft ein langer Lederriemen, die Schildfessel, den Schild auch ohne den Handriemen nur mit dem Unterarm zu dirigieren (die Hand bleibt dann frei, um die Zügel zu halten). Schilde existierten auch in zwei verschiedenen Bauweisen: Bei der einen wurde der Schild mit der Schildfessel, wie oben beschrieben, getragen, bei der anderen, z. B. bei den römischen scutae, wurde der Schild mittels einer waagerechten Stange hinter dem Buckel geführt.
Die Entwicklung der Schilde und Waffen beeinflusste sich gegenseitig: Je effizienter die Waffen wurden, desto stabiler wurden die Schilde. Auch verschiedene Kampfstile führten zu Änderungen in der Form der Schilde. So trugen zu Pferde kämpfende Krieger kleinere Schilde als Fußtruppen. Im späten Mittelalter entwickelten sich spezielle Turnierschilde, die den verschiedenen Arten des Turniers angepasst waren. Zum Beispiel wurden beim Lanzenstechen Schilde verwendet, die spezielle Aussparungen für die Lanze vorsahen.

## Schilde der Wikingerzeit

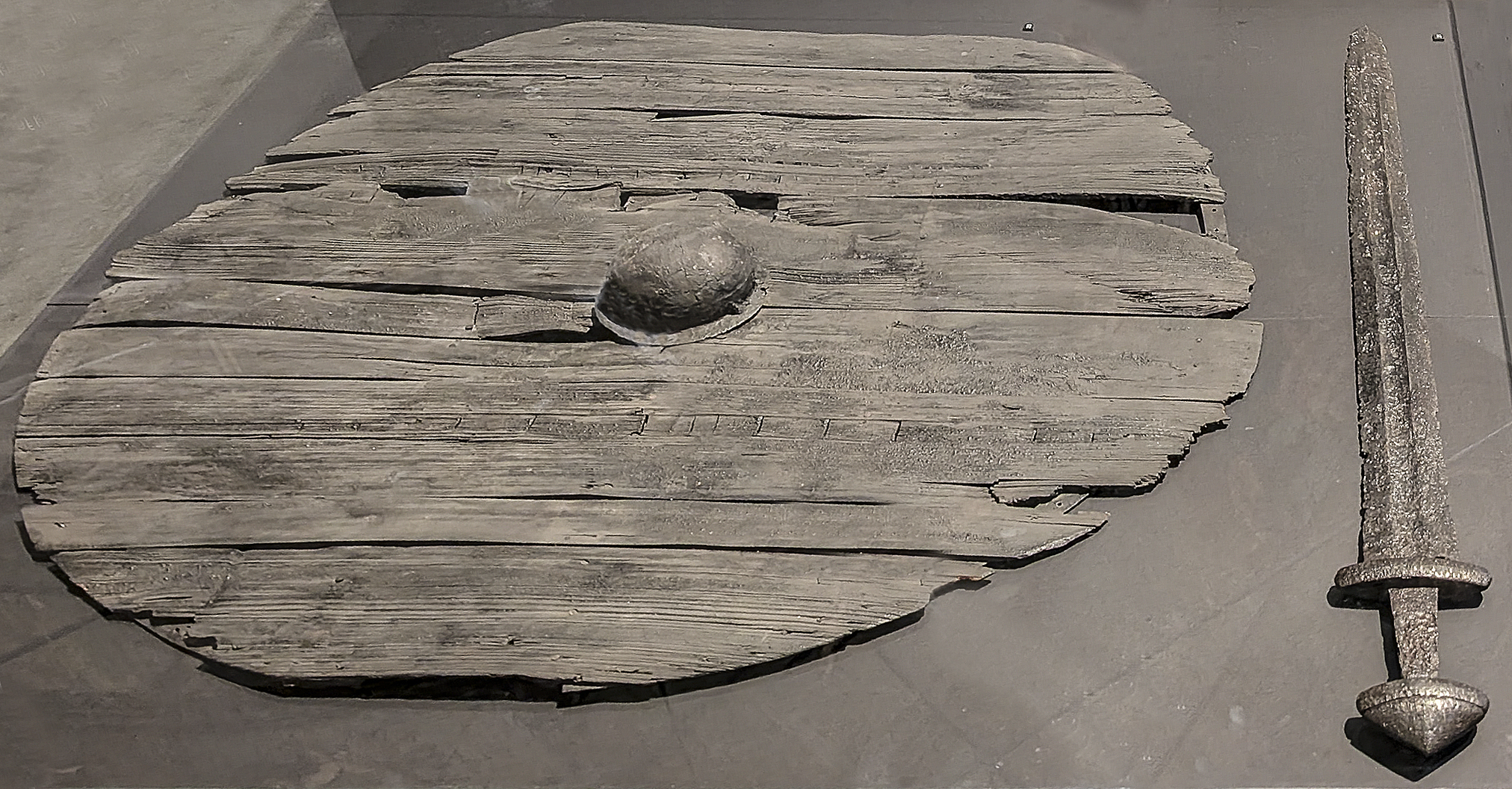
WikingerschildFUND von Waal

2010 wurde in der Trelleborg ein fast vollständiger Handschild ausgegraben, der auf die Zeit von Harald Blauzahn (958–986 n. Chr.) datiert wird. Dies ist bislang der einzige in Dänemark gefundene vollständige Schild aus der Wikingerzeit. Mit 85 Zentimeter Durchmesser und einer Dicke von acht Millimetern in der Mitte und einer Verjüngung auf fünf Millimeter an den Rändern war der Trelleborgschild relativ leicht. Er besteht aus sieben Tannenbrettern, hat in der Mitte ein Loch und einen leicht verzierten Griff. Ursprünglich muss es einen Schildbuckel gegeben haben, der nicht gefunden wurde. Wenn der Trelleborgschild typisch für die Wikingerzeit ist, war er wahrscheinlich mit hellen Farben bemalt und ursprünglich mit Tierhaut überzogen, um ihn stabil zu machen. Neben dem Fund in Trelleborg wurden vollständige Schilde im Schiffshügel von Gokstad in Norwegen gefunden. Das Wikingerschiff wurde mit einer großen Anzahl Grabbeigaben freigelegt – darunter vierundsechzig blau oder gelb bemalte Rundschilde.

### Miniaturschilde
Miniaturschilde sind Metallgegenstände, die in der gesamten Wikingerwelt zu finden sind. Sie sind hauptsächlich aus Feuerbestattungs- und Inhumationsgräbern bekannt, in denen sie typischerweise Frauen begleiten, aber auch aus Horten, Siedlungen und Häfen. Gelehrte haben die Miniaturschilde gewöhnlich als Amulette und Symbole mit heidnischen oder christlichen Konnotationen interpretiert. Eine neue Bewertung von Miniaturschilden aus Dänemark, Finnland, Deutschland, Norwegen, Polen und Schweden nuanciert frühere Ansichten.

## Formen

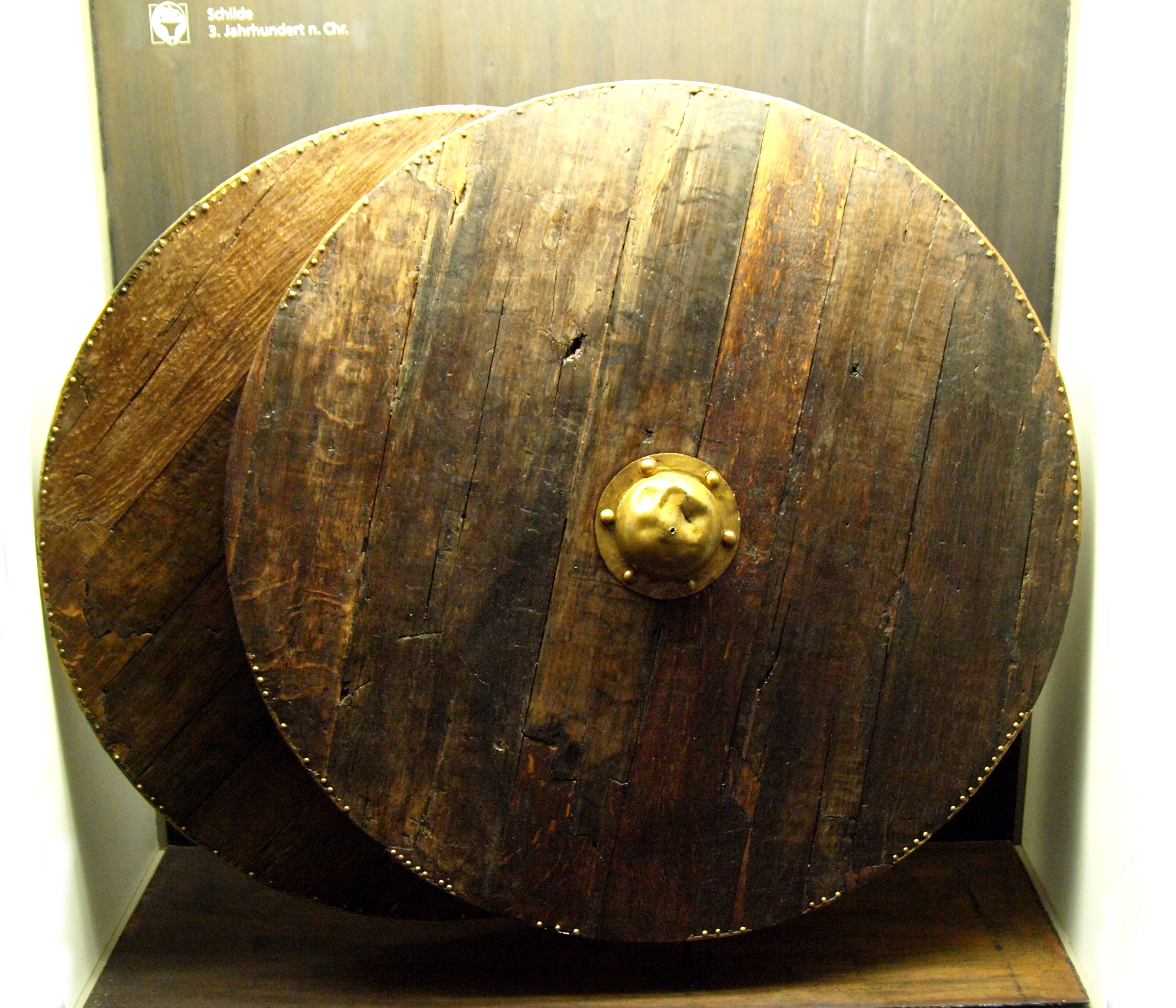
Zwei germanische Rundschilde des 3. Jahrhunderts aus dem Thorsberger Moor

Mittelalterlicher Ritter mit V-Schild; Bild: British Library, Sloane 2435, f. 85

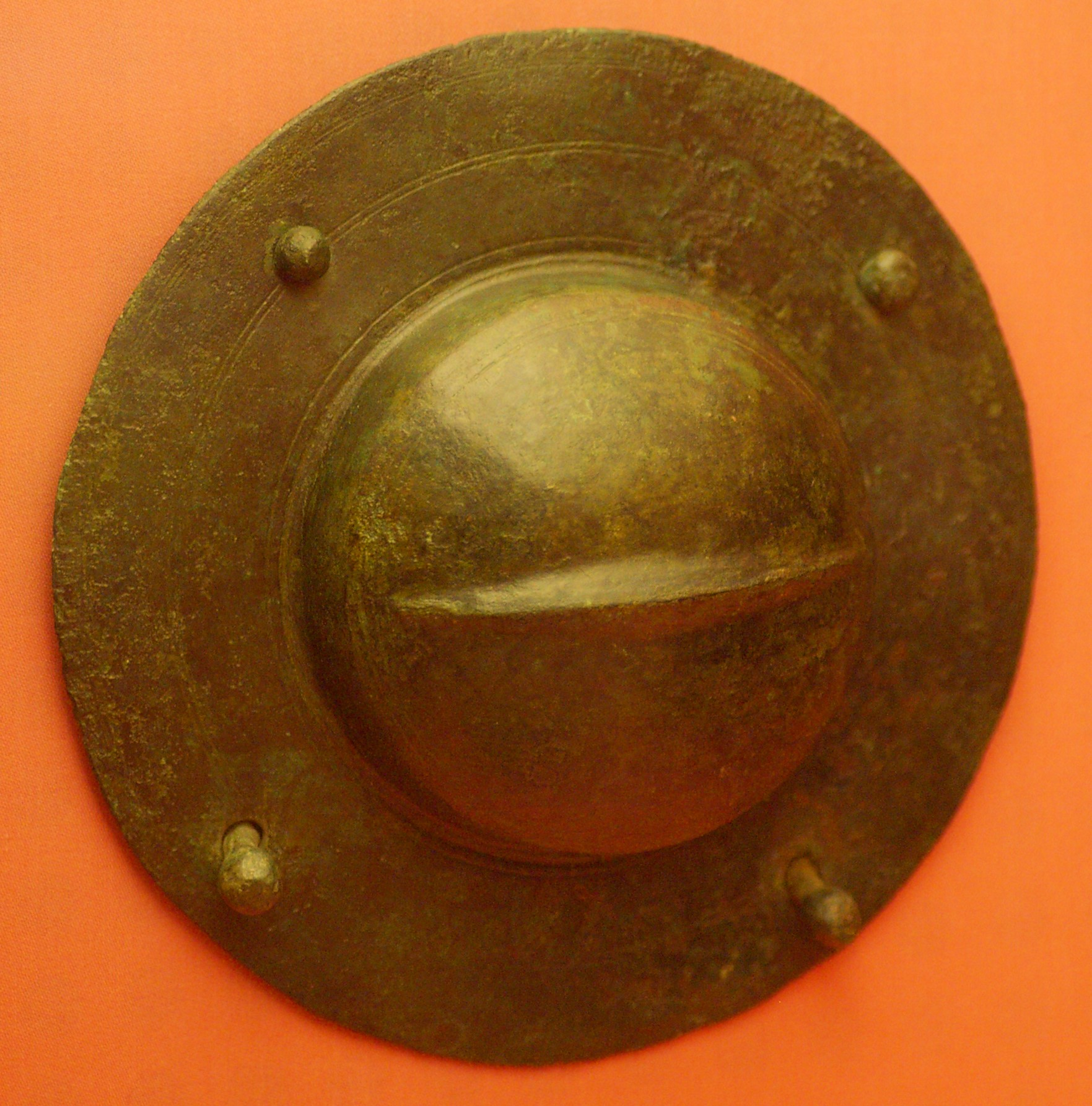
Schildbuckel eines römischen Scutum

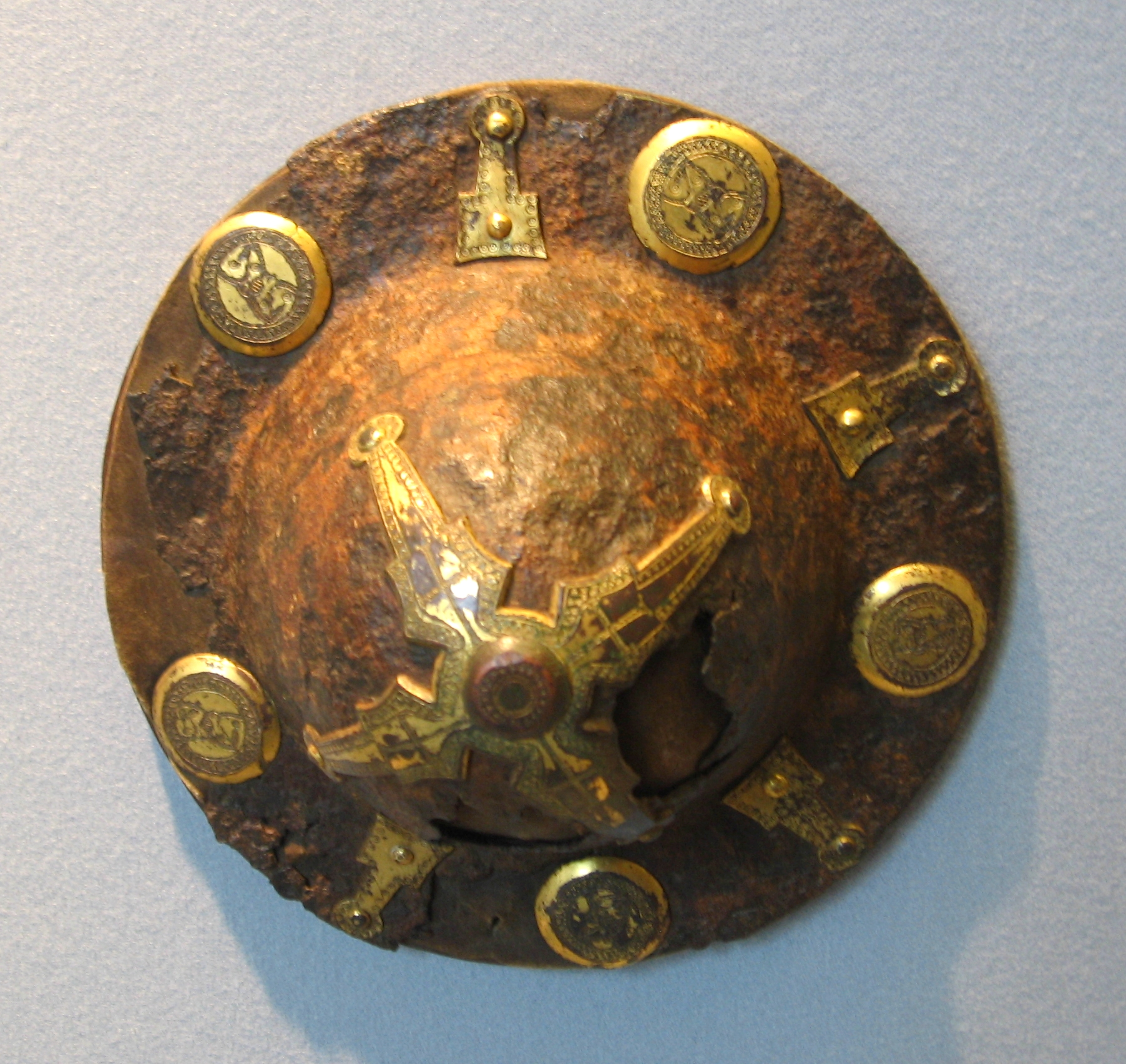
Ein Umbo (Schildbuckel) der Langobarden, Norditalien, 7. Jahrhundert

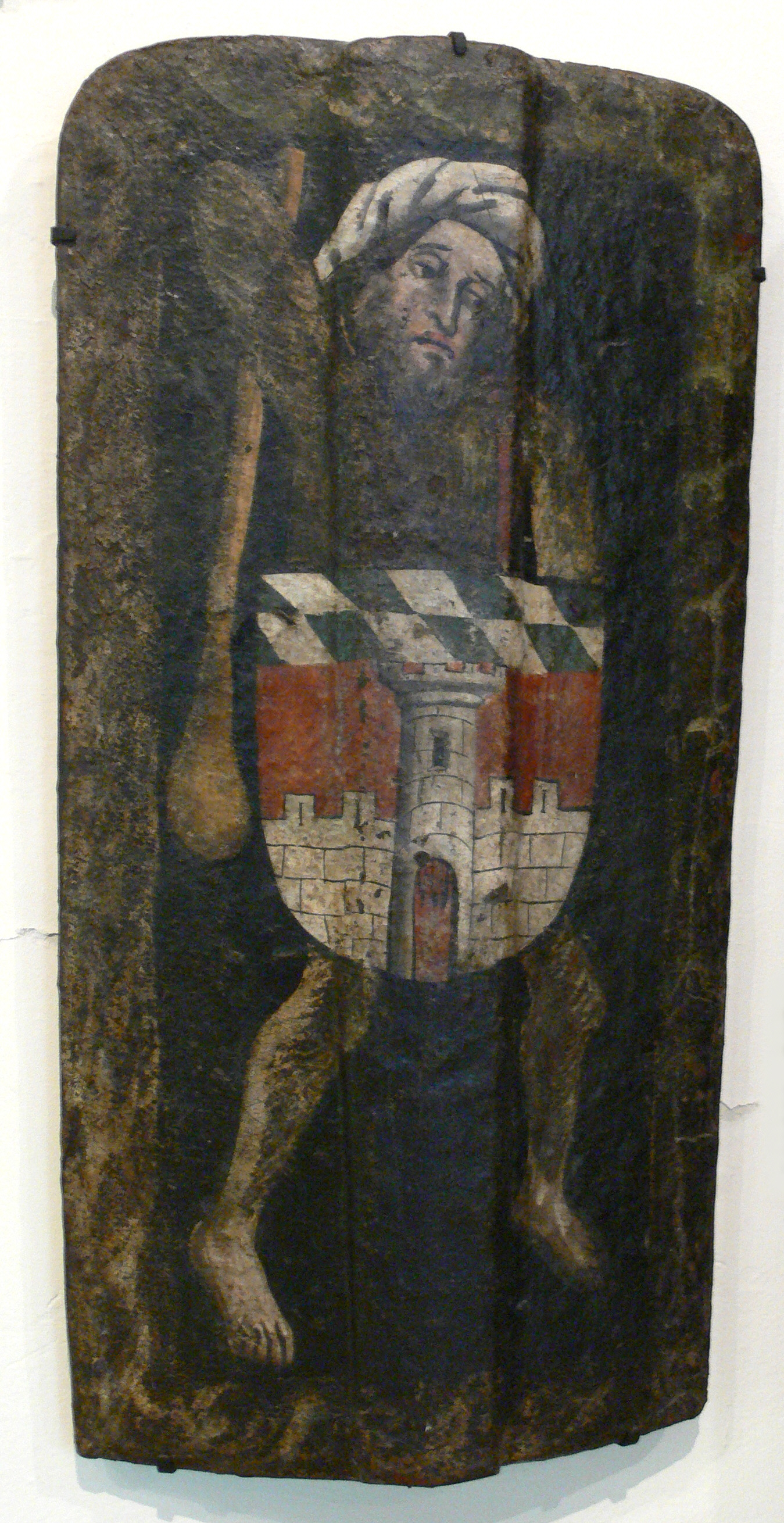
Setz-Tartsche mit dem Wappen der Stadt Deggendorf. Süddeutsch, um 1450. Bayerisches Nationalmuseum, München

Praktisch für jedes Einsatzgebiet wurden Schilde in verschiedensten Formen und Farben, je nach Anwendungszweck, gefertigt. Einige Formen waren:
- Turmschilde – das römische Scutum, ein gewölbter, mehrlagiger Holzschild, konnte auch abgestellt und gleich einem Setzschild als Schutzwand verwendet werden. Die größte Bedeutung hatte er aber, wenn die Legionäre mit ihren scuta die Schildkrötenformation einnahmen und so trotz feindlichen Beschusses vorrücken konnten.
- Rundschilde – Wikinger-Schiffe und römische Kriegsschiffe (Triremen) wurden an den Ruderplätzen mit diesen Schilden ausgestattet, so dass die Besatzung dahinter Deckung nehmen konnte und auch besser vor Spritzwasser geschützt war. Die Hopliten des antiken Griechenland benutzten den Hoplon oder Aspis genannten Rundschild spätestens seit dem 7. Jahrhundert v. Chr. Im antiken Rom war außer dem Turmschild Scutum der Parma equestris verbreitet, ein runder oder ovaler Schild der Auxiliartruppen. In Persien und Indien wurde vor allem im 18. und 19. Jahrhundert der Sipar verwendet.
- Buckler – diese kleinen Faustschilde, die Namen und Form vom Schildbuckel hatten, den es schon seit der Antike gab, waren vom 13. bis ins 17. Jahrhundert in Gebrauch.
- Drachenschilde (auch Langspitz-, Mandel-, Kite- oder Normannenschilde) – Aus den Rundschilden entwickelte sich der Drachenschild, der im 11. Jahrhundert als der dominierende Schildtyp in Europa angesehen werden kann. Die untere Seite war gegenüber den Rundschilden stark verlängert, so dass er Reitern mehr Schutz gewährte. Er wurde jedoch auch von Fußkämpfern eingesetzt, da er das bei einem Ausfallschritt ungeschützte Bein abdecken konnte. Anders als durch den Namen „Normannenschild“ impliziert, wurde dieser Schildtyp auch von Völkern anderer Nationalitäten genutzt. Die Bezeichnung erhielt er durch die Darstellungen auf dem Teppich von Bayeux, der die normannische Eroberung Englands im Jahre 1066 darstellt.
- Dreieckschild (auch V-Schild) – Im letzten Viertel des 12. Jahrhunderts kamen die Dreieckschilde auf, deren Oberkante im Vergleich zum Drachenschild eine flachere Form aufwies. Auch fand eine zunehmende Verkleinerung der Fläche statt. Dies lässt sich zum einen auf ein Streben nach Gewichtserleichterung zurückführen, zum anderen hatte sich auch die Rüstung stark verändert. So waren Beinschienen aus Metall und der sogenannte Topfhelm aufgekommen. Diese Neuerungen machten die enorme Größe der Drachenschilde (50–75 Prozent der Körpergröße des Trägers) überflüssig.

Aus dem kleineren Dreiecksschild der Reiter entwickelte sich die konkav gewölbte Reitertartsche, die schließlich zu einer kleinen fest verbundenen Panzerplatte an der linken Brust der Gestechrüstung wurde.
- Setzschilde – von der Antike an waren auch so genannte Setzschilde (im Mittelalter als Pavese oder Setztartsche bezeichnet) bekannt. Diese 1,5–2 Meter hohen Schilde boten einer oder mehreren Personen Schutz und bestanden oft aus Holz mit Rohhautbespannung. Insbesondere schützten sie Bogen- und Armbrust-Schützen der Belagerer bei Belagerungen vor Beschuss von der Mauer und ermöglichten Nachladen, teilweise auch den Abschuss aus der Deckung heraus. Pavesen wurden oft zu einer Art Schildwand aneinandergereiht und mit Stützen, Schießscharten und Sehschlitzen versehen. Die Hussiten setzten Pavesen in großem Umfang im Kampf ein. Ein weiterer Typ der Setzschilde ist die Pluteo, die im Mittelalter verwendet wurde.

## Schilde der Vorzeit
Vorgeschichtliche Schilde werden selten komplett gefunden. Sie bestehen aus Holz oder Leder. Bronzezeitliche Schilde können einen Bronzebeschlag tragen, ab der späten Eisenzeit sind Schildbuckel und Schildfesseln aus Eisen bekannt.
Typ Nipperwiese
Acht Schilde dieser Art wurden gefunden, zwei in Großbritannien, der Rest in Mittel- und Norddeutschland. Die Schilde haben Durchmesser zwischen 38 und 44 cm. Die 1 bis 1,3 mm starken Bronzebleche dieser Schilde sind die stärksten bisher entdeckten. Sie wiegen zwischen 1,5 und 2,2 kg. Zwei konzentrische Rippen schmücken den Schild aus dem 13. Jahrhundert v. Chr.
Typ Harlech
Vier dieser Schilde fand man in England und Wales neben zwei weiteren der Variante Trent. Die Harlech–Schilde haben Durchmesser zwischen 50 und 68,5 cm, bei einer Dicke zwischen 0,1 und 1 mm. Zwei Schilde wiegen etwa 1,0 kg, während ein Beispiel aus Südengland 2,75 kg wiegt. Ähnlich wie bei Nipperwiese–Schilden besteht die Verzierung aus konzentrischen Rippen, jedoch sind es sechs bis zehn, während die Trent–Schilde 21 und 63 Rippen zeigen. Aufgrund der zugehörigen Funde und der Analyse der Metalllegierung wurden die Schilde auf 1300–975 v. Chr. datiert (Penard Wilburton Phase).
Typ Coveney
Die beiden einzigen bisher gefundenen Schilde dieses Typs stammen aus Aberdeenshire und Cambridgeshire. Uckelmann stellt fest, dass: „Auch wenn sie weit voneinander entfernt gefunden wurden […] sie müssen entweder an der gleichen Stelle gefertigt worden sein, oder das eine  diente dem anderen als Vorbild.“ Die Coveney-Schilde haben Durchmesser zwischen 47,5 und 52,5 cm, bei einer Dicke zwischen 0,3 und 0,5 mm. Beide wogen rund 1,0 kg und beide verfügen über die gleichen, einzigartigen Verzierungen. Es sind mäandernde Rippen, die in konzentrischen Linien um den Schildbuckel laufen. Die Rippen enden in Schlangenköpfen, mit ausgestanzten Augen. Das größere Exemplar hat eine Rippe mehr. Aufgrund der Analyse der Metalllegierung wurden auch diese Schilde auf 1300–975 v. Chr. datiert (Penard Wilburton Phase).
Typ Anthenry-Eynsham
Sechs dieser Schilde fand man als Einzelfunde in Großbritannien. Die Anthenry-Eynsham Schilde haben Durchmesser zwischen 23,0 und 35,0 cm, bei einer Dicke zwischen 0,3 und 1,2 mm und einem Gewicht von 0,9 bis 1,2 kg. Die Schilde sind die kleinsten Beispiele und tragen als Verzierung eine konzentrische Rippe. Einige zeigen eine oder zwei Reihen von Bossen. Der Typ gilt als wenig homogen, und im Gegensatz zu anderen Arten haben diese Schilde keinen Überrollrand und sind schwer zu datieren.
Typ Yetholm
Die stark mit den Typen Harlech und Coveney verbundenen Yetholmschilde haben Durchmesser zwischen 55,0 und 70,0 cm, bei einer Dicke zwischen 0,4 und 0,7 mm und einem Gewicht von 1,2 bis 2,0 kg. Ein Einzelstück wiegt 2,5 kg. 25 Schilde dieser Art wurden auf den Britischen Inseln gefunden (Yetholmschild vom Lough Gur), ein Exemplar in Dänemark. Der mittige Buckel des Yetholmschildes ist von konzentrischen Ringen umgeben, die ihrerseits mit kleinen Bossen ausgefüllt sind. Die Dekoration wechselt zwischen konzentrischen Rippen und Reihen von Bossen. Die meisten Schilde haben 20–30 alternierende Rippen und kleine Bossen, einige haben nur vier bis elf Rippenringe zwischen größeren Bossenringen. Aufgrund der zugehörigen Funde und der Analyse der Metalllegierung wurden auch diese Schilde auf 1300–975 v. Chr. datiert (Penard Wilburton Phase).
Typ Herzsprung
Die ersten beiden Bronzeschilde von Herzsprung wurden 1844 einen Kilometer östlich von Herzsprung in Brandenburg gefunden. Die Schilde haben Durchmesser von etwa 70,0 cm, bei einem Gewicht von etwa 0,75 kg. Gleich 15 Schilde vom Herzsprung-Typ wurden 1985 in einem Moor bei Fröslunda (Freyershain) nahe Lidköping in Schweden entdeckt. Ein weiteres schwedisches Exemplar stammt aus einem Moor bei Nackhälla. Es zeigt anstelle der Buckel- und Leistenzier Vogelfiguren. Aufgrund des konzentrierten Vorkommens in Schweden darf man die Herstellung des Typus Herzsprung im südlichen Skandinavien vermuten.

## Neuzeit

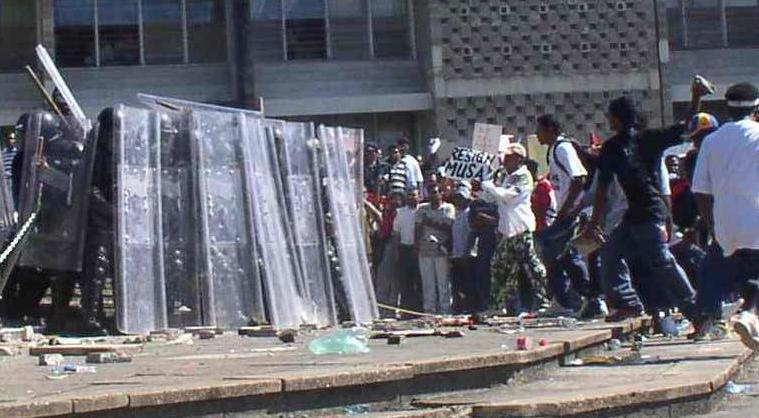
Unruhen in Belize 2005

Mit der Einführung der Feuerwaffen verloren Schilde weitgehend ihre Bedeutung für das Kriegshandwerk. Bei verschiedenen Polizeitruppen werden Schilde heute noch verwendet, deren taktische Einsatzschilde vor allem als beschusshemmender Schild bei der Erstürmung von Gebäuden (Geiselnahme, Hausbesetzung) genutzt werden, sowie als zumeist durchsichtiger Schutzschild gegen Wurfgeschosse bei Straßenschlachten (gewalttätige Unruhen und Demonstrationen) Verwendung finden. Einige Geschütze sind auch heute noch mit einem Schild versehen, um einen Schutz gegen Beschuss aus Handfeuerwaffen und Splittereinwirkung zu bieten.